# ありなしコンビ
ありなしコンビとは、日本プロ野球（NPB）の近鉄バファローズの捕手であった有田修三と梨田昌孝によるコンビである。
コンビ名は有田の「有（あり）」と梨田の「梨（なし）」から採られたものである。

## 概要
有田修三と梨田昌孝はともに基本の守備位置は捕手である。両選手が同時に日本プロ野球（NPB）の近鉄バファローズに在籍していた期間は1973年から1985年までの13シーズンに及んだ。
西本幸雄が近鉄を率いた時期から二人は併用された。強肩の梨田と強打の有田が正捕手の座を分け合い、他球団から「正捕手が二人いる」と評された。2人とも先発マスクが60試合以上に達したシーズンは1977年、1982年、1984年の3シーズンにのぼる。1985年シーズンオフに有田が読売ジャイアンツに移籍したことで、8年近くに及んだコンビが解消された。
有田はインサイドワークに自信を持ち、「リード通りのコースに投げなかった投手が悪いんだ」と言わんばかりに強気な性格だった。一方の梨田はマウンドにたたきつけるようなスローイングをしながら二塁には矢のような送球が届くという抜群の肩の強さが持ち味だったが、投手が投げたがっている球種やコースを読み取ってサインを出し、投手が打たれると「ボクのサインミス」とかばう謙虚さを見せた。しかしながら「お山の大将」タイプの鈴木啓示を蘇らせたのは有田の方だった。有田はかつて速球を主体にして活躍してきた鈴木に両サイドはもちろん、高低のストライクゾーンにボールゾーンまで使い分けさせ、場面によっては平気でボール球を投げさせて打者を四球で歩かせるような忍耐とテクニックを必要とする投球術を要求した。鈴木は有田という良きパートナーを得て節制を心掛けるようになり、技巧派に転進することに成功した。そして鈴木が登板する試合は有田がマスクをかぶることが多くなった。
1975年にパシフィック・リーグでは指名打者制度が導入されたため、片方を捕手で、もう片方を指名打者あるいは他の守備位置に就く選手としてスターティングメンバーに名を連ねる場合もあった。特に近鉄バファローズが初優勝した1979年から1983年にかけてはスターティングメンバーにありなしコンビが同時に起用されることも多く、前述のようにどちらか片方を指名打者で起用したり、時には片方が本来の守備位置ではない位置に就くこともあった。
鈴木葉留彦（元西武ライオンズ）は後年に「捕手2人制で最高だったのは梨田と有田」と振り返っている。